# Marcel Campion
Pour les articles homonymes, voir Campion.
Marcel Campion, né le 17 février 1940, surnommé « le roi des forains » ou encore « le PDG manouche », est un homme d'affaires français ayant fait fortune dans le milieu de la fête foraine.
Il est le principal promoteur de la Foire du Trône,, l'organisateur de la Fête foraine du jardin des Tuileries, ainsi que de la fête à Neu-Neu. Il est aussi propriétaire de la Grande roue de Paris, exploitant des carrousels de chevaux de bois du Trocadéro et organisateur du marché de Noël qui s'est tenu au bas de l'avenue des Champs-Élysées à Paris de 2008 à 2016.
Il est célèbre pour ses actions de lobbying spectaculaires, allant jusqu'à l'intimidation, en faveur des activités foraines.
Il est également guitariste de jazz manouche et promeut cette musique.

## Biographie

### Jeunesse

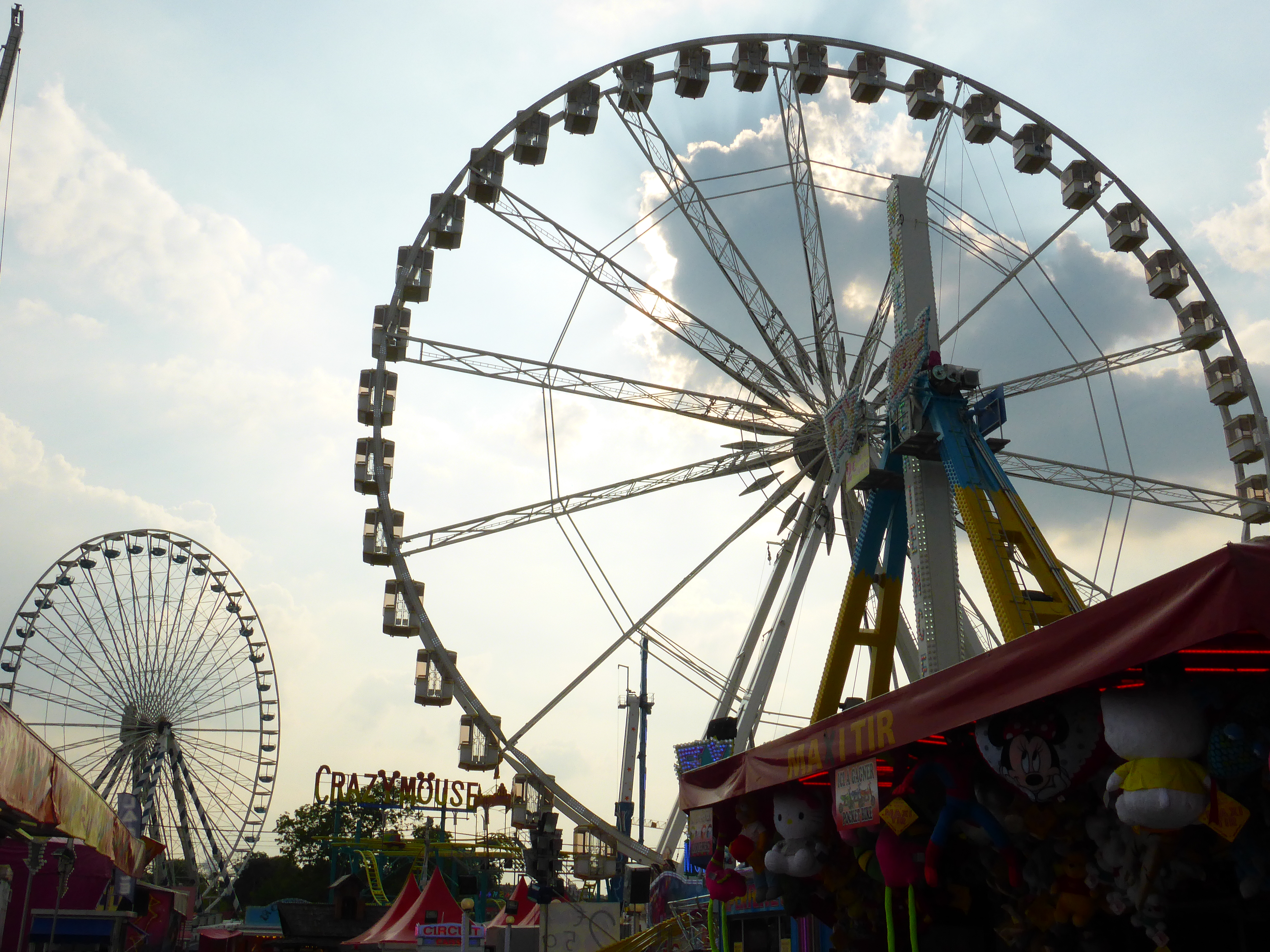
La foire du Trône.

Marcel Campion est issu d'une famille de forains. Sa mère meurt alors qu'il a trois ans, tuée par un obus allemand durant la Seconde Guerre mondiale. Son père étant prisonnier en Allemagne, il devient alors pupille de la Nation avec son frère. Il retrouve ensuite son père, qu'il aide dans des foires et des marchés. Mais, en mauvais termes avec sa belle-mère, il quitte le foyer familial à 14 ans et commence à travailler dans une loterie. Il vit alors de plusieurs métiers dans les foires. Évoluant dans des conditions précaires, il économise assez pour acheter une petite boutique de loterie à son père puis pour son compte un petit manège et une baraque à frites, qu'il installe devant le jardin des Tuileries ; il a alors 17 ans. Il apprend ensuite à lire et fait une école de grammaire.

### Développement
Il a alors l'idée de proposer des fêtes foraines clefs en main aux municipalités d'Île-de-France, ce qui lui permet de se développer et lui vaut alors le surnom de « roi des Forains ». Lorsqu'il n'obtient pas d'agréments pour s'installer dans le centre-ville du village — il tient à réintroduire ces festivités dans un cadre intra-muros —, il n'hésite pas à le faire de force, usant de sa notoriété grandissante dans le monde forain à partir des années 1960, de son entregent et des centaines de collègues qu'il arrive à mobiliser. En 1963, le député du 12e arrondissement de Paris Roger Frey souhaite déplacer la Foire du Trône de la place de la Nation à Créteil ; ce déplacement est jugé trop lointain par les gens du voyage et Marcel Campion, alors âgé de 25 ans, mobilise les syndicats de forains pour demander son installation dans le bois de Vincennes, obtenant finalement gain de cause. Il devient alors le porte-parole de la corporation. En 1983, il envahit le Champ-de-Mars de Paris afin d'obtenir un emplacement pour la fête à Neu-Neu, menacée de disparaître, négocie avec le maire de Paris Jacques Chirac et obtient finalement un terrain dans le bois de Boulogne.

### Fête foraine sauvage aux Tuileries
Il s'est surtout fait connaître pour avoir « pris d'assaut » le jardin des Tuileries en décembre 1985 : en parallèle de l'organisation du Forum de l'enfance par la mairie de Paris, des dizaines de camions de forains avec remorques s'installent sans préavis sur les terre-pleins situés au pied de la Terrasse des Feuillants, afin d'attirer l'attention sur la précarisation croissante de leur profession,. Ils ont avec eux une lettre falsifiée de Jack Lang pour justifier leur installation. Malgré l'intervention des CRS, ils obtiennent gain de cause et la fête foraine des Tuileries, avec environ un million de visiteurs chaque année, est alors la dernière fête foraine dans Paris intra-muros,.

### Mirapolis
Cette décennie est aussi marquée par la concurrence des parcs d'attractions, notamment de Mirapolis, ouvert en mai 1987. À l'initiative de Marcel Campion, et craignant de voir leur clientèle se détourner de leurs manèges, entre 150 et 200 forains armés de barres de fer — revendiquant un meilleur taux de TVA — saccagent Mirapolis, s'en prennent au service de sécurité et aux policiers appelés en renfort, qui pour certains en ressortent blessés,,. Des dizaines de véhicules sont dégradés, mais dans un souci d'apaisement, aucune interpellation n'est faite, bien que certaines identités et plaques d'immatriculation soient relevées. Les forains distribuent ensuite de fausses entrées gratuites dans le 93 et le 95, amenant le lendemain 1 500 personnes à faire valoir leur entrée gratuite aux guichets. Le même jour, les forains répandent des clous à la sortie autoroutière de Mirapolis à destination de la clientèle de ce dernier. Ces incidents sont estimés à 650 000 francs ainsi qu'à un million de francs de préjudice commercial,. 
Le taux de TVA sur les jeux et les manèges est jusqu'alors de 18,60 %. Lors des pourparlers pour l'implantation d'Euro Disneyland, l'État français accorde à la société américaine un taux de TVA à 7 % appliqué aux parcs. La revendication des forains est alors acceptée : le gouvernement consent aux forains d'ajuster ce taux à leur activité.
Après une deuxième saison décevante, un accord est signé en décembre 1988 entre le directeur général du parc Marc Tombez et Marcel Campion, à la tête du GIE d'une douzaine de familles de forains. L'année 1989 est marquée par l'arrivée des forains et de leurs manèges dans le parc, intégrant l'équipe de gestion de Mirapolis. La société Paris-Parc investit 55 millions de francs, tandis que les forains investissent 30 millions en attractions ambulantes et en stands, pour lesquels le visiteur est amené à débourser un supplément. La saison terminée, une baisse de 30 % des visiteurs est constatée. La diminution des coûts d'exploitation initiée par les forains ne suffit pas à compenser les pertes grimpant à 300 millions de francs,. En décembre 1989, Mirapolis est déclaré en cessation de paiement. Un administrateur judiciaire est nommé. Les forains manifestent alors devant le tribunal de commerce de Pontoise, Campion y exprimant sa colère. Mirapolis affiche entre 85 et 140 millions de francs de déficit cumulé selon les sources,. En janvier 1990, la société Paris-Parc n'est plus propriétaire de Mirapolis : elle dépose le bilan et affiche un passif de 330 millions de francs. À la suite de la colère des forains et d'un jet de pierre, un magistrat à la cour d'appel de Versailles est blessé après l'ajournement d'une séance traitant du redressement judiciaire de Mirapolis.
Les forains ouvrent Mirapolis le 7 avril 1990 alors qu'une décision de justice pour la reprise du parc se fait encore attendre,. Le tribunal de commerce de Paris désigne fin avril les forains comme repreneurs du parc. En mai, le tribunal de commerce de Paris accorde la reprise de Mirapolis au groupement de forains du GIE Mira-fêt, associé au groupe financier saoudien Concorde du milliardaire Ghaith Pharaon (qui était déjà premier actionnaire de Paris-Parc). L'association prend la dénomination de Campion-Concorde. Le procureur de la République, avec le parquet, fait appel en mai à la décision de la reprise par Campion-Concorde. Par la suite, le FBI et Interpol se mettront à la recherche de Ghaith Pharaon, fugitif et inculpé dans plusieurs affaires,,,,,.
En décembre 1991, Campion admet que Mirapolis ne peut être viable. Ceci entérine la fin de Mirapolis,. Après la faillite du parc, le groupement de forains recouvre ses trente millions de francs investis en récupérant des attractions et du matériel ainsi que par une indemnisation de la part des propriétaires du parc. André Campion — directeur de Mirapolis en 1990, frère de Marcel Campion et propriétaire du parc Saint-Paul — récupère différents éléments pour les installer dans son parc,,,.

### AffaireVSDet condamnation
En 2012, dans l'hebdomadaire VSD, il accuse Dominique Strauss-Kahn de lui avoir demandé en 1990 un pot-de-vin de 5 millions de francs (750 000 euros) pour pouvoir reprendre le parc d'attractions Mirapolis. Strauss-Kahn occupait le poste de président de la commission des Finances de l'Assemblée nationale et de député du Val-d'Oise, lieu où se dressait Mirapolis. Campion est poursuivi en diffamation. La défense de DSK est confiée à l'avocat Richard Malka. En mars 2014, le tribunal correctionnel de Paris condamne Marcel Campion à 2 000 euros d'amende avec sursis. Le directeur de la publication de VSD est quant à lui condamné à 2 000 euros d'amende et la journaliste à une amende de 1 000 euros pour des propos inclus dans un article accompagnant l'entretien. Après avoir fait appel, le forain fait face en 2015 à la confirmation de sa condamnation,.

### Grande roue de Paris
Marcel Campion est à l'origine d'une nouvelle version de la Grande roue de Paris. En 1993, il propose à Jacques Chirac d'installer un manège gratuit dans chacun des arrondissements de la capitale puis en même temps place aussi une grande roue dans le 1er arrondissement laquelle, après plusieurs négociations, est autorisée à rester sur place plusieurs semaines chaque année.
Fin novembre 1999, la mairie de la capitale française décerne à cette dernière le label de la Mission Paris 2000 afin de fêter le second millénaire. La roue est implantée le 1er décembre 1999 place de la Concorde, côté Tuileries (il installe également 24 roues sur l'avenue des Champs-Élysées). En un an, elle accueille 2 millions de visiteurs et génère 4,1 millions d'euros de chiffre d'affaires. Dans le but de maintenir son implantation en ce lieu, Marcel Campion reçoit le soutien de nombreuses vedettes du show-business mais après de nombreuses péripéties, elle est finalement démontée en janvier 2002. Une nouvelle est installée en 2009.
Fin mai 2017, il est mis en examen pour recel de favoritisme et pour abus de biens sociaux au sujet de l’accord entre sa société et la ville de Paris concernant la grande roue de la place de la Concorde, qui s'y trouve depuis 2015. En 2015, une procédure est lancée par la Mairie de Paris pour réattribuer à une autre société la Grande Roue de Paris. Alors que la DRAC Île-de-France défend la Grande Roue et son propriétaire devant le tribunal administratif en octobre, contre l'association « Sites et Monuments », la municipalité change son fusil d'épaule et remet en cause le principe même de l'existence de cette roue.
Le 22 novembre 2017, le Conseil de Paris vote à la quasi-unanimité la non-reconduction de la convention d'occupation du domaine de l'espace public. La mairie de Paris veut, en effet, restaurer le caractère patrimonial de la place de la Concorde. La Roue sera donc démontée avant la fin du contrat, le 5 juillet 2018.

### Marché de Noël de Paris
En décembre 2013, il s'invite dans un reportage télévisé d'Enquête exclusive, intitulé « Dans les coulisses de Noël » et dédié aux tractations politiques et financières des marchés de Noël, et réalisé par Bernard de La Villardière pour M6. Organisateur du marché de Noël sur les Champs-Élysées, Marcel Campion, « consterné par la malveillance gratuite pratiquée dans l'émission qui méprise un événement réunissant 16 000 000 de visiteurs en sept semaines », invective et menace les journalistes ainsi que les fonctionnaires de la direction départementale de la protection des populations (la DDPP) qui les accompagnent. Une joute verbale par media interposés s'ensuivra quelque temps entre Campion et M6.
En janvier 2017, Campion est condamné par la Cour d'appel de Paris pour injures envers Bernard de la Villardière. En février de la même année, Nicolas de Tavernost, Clément Dudouet et Bernard de la Villardière sont condamnés par le tribunal correctionnel pour diffamation à la suite des propos diffusés dans le cadre du reportage, concernant plus spécifiquement la Grande Roue de Paris.
Lors de la campagne pour les élections municipales de 2014 à Paris, il fait partie du comité de soutien de la candidate PS Anne Hidalgo, à sa demande, précise-t-il. Elle est élue. En 2017, il dénonce sa « mise au ban » par la maire de Paris : le Conseil de Paris vote la fin de son marché de Noël de l'avenue des Champs-Élysées et les fêtes foraines de la Bastille et du Grand Palais sont annulées. 
Cette rupture entre la mairie de Paris et Marcel Campion (qui bénéficiait d'un soutien sous les mandats de Jacques Chirac, Jean Tiberi, Bertrand Delanoë et au début de celui d'Anne Hidalgo) s'explique officiellement par ses ennuis judiciaires (bien qu'il n'ait pas été condamné) et son image sulfureuse, et, selon ses défenseurs, par la volonté de la municipalité de confier l'organisation des évènements festifs parisiens à d'autres personnalités et sociétés, les méthodes musclées (blocages, installations forcées, etc.) de Marcel Campion étant également critiquées.
Le premier adjoint PS à la maire de Paris, Bruno Julliard, reconnaît qu'« il faut régulièrement le ramener à un certain nombre de règles, de contraintes, mais c'est quelqu'un d'attachant et de généreux ». Éric Azière, conseiller de Paris UDI, critique à l'égard du monopole dont jouit Marcel Campion reconnaît toutefois qu'il est « intelligent, c'est un nomade de la fête, un lutteur de foire. Il y a de la sincérité chez lui. Il est plus soucieux de maintenir la culture foraine à Paris que de gagner de l'argent. Sans lui, cette culture serait au musée des Arts forains, à Bercy ».
En novembre 2017, Campion menace de bloquer la circulation à Paris, en rétorsion au refus de la Ville de reconduire le marché de Noël aux Champs-Élysées. À cette occasion, il annonce pouvoir mobiliser 3 000 personnes de son côté pour ce bras de fer.
Dans une ordonnance du 16 novembre 2017, le Tribunal administratif de Paris saisi en référé ne valide pas les arguments de la Mairie de Paris pour la résiliation du contrat, mais le marché 2017-2018 est tout de même annulé ,. L'affaire va jusque devant le Conseil d'État qui rejette le recours de Campion.
Le marché doit s'installer à partir de novembre 2018 dans le jardin des Tuileries, après accord du musée du Louvre, à la condition de proposer des produits essentiellement français.

### Ty' Bamboo

Logo de Ty' Bamboo.

En 2011, il ouvre dans la zone industrielle de Dammarie-les-Lys (Seine-et-Marne) Ty' Bamboo, un parc d'attractions regroupant des activités foraines. Il prévoit d'y installer une école de cirque et une mini-ferme. Dès son ouverture, le parc est en butte à des réclamations de riverains pointant ses nuisances sonores,. En avril 2011, la mairie produit un arrêté de fermeture, avançant des arguments réglementaires pour justifier sa position ; Campion réfute ces arguments, estimant que la mairie a décidé de se placer du côté des riverains et lui met des bâtons dans les roues. En novembre 2013, le maire de Dammarie-les-Lys Jean-Claude Mignon annonce la fermeture définitive du parc, en l'absence du respect de la réglementation de la part de son exploitant.

### Nouvelles condamnations et arrêt des activités foraines
En septembre 2018, il tient publiquement des propos homophobes, affirmant que Bruno Julliard « était un peu de la jaquette, il a rencontré Delanoë. Ils ont fait leur folie ensemble et paf, il est premier adjoint. Avec Anne Hidalgo, il est super parce qu’en même temps il lui a amené tous les homos de la terre. C’est-à-dire que toute la ville maintenant est gouvernée par des homos (...) Moi, j’ai rien contre les homos, d’habitude, je dis les “pédés”, mais on m’a dit hier qu’il fallait plus que je dise ça. Donc je ne dis plus les pédés, je dis les homos. J’ai rien contre eux, sauf qu’ils sont un peu pervers ». Après les vives réactions de Julliard, de l'association SOS-Homophobie et de nombreux responsables politiques, Campion explique à l'agence France-Presse que ces propos ont été sortis de leur contexte, car ils visaient spécifiquement les élus homosexuels, et non les homosexuels en général. Quelques jours après cette polémique, il annonce qu'il met un terme à ses activités foraines, qu'il se retire du marché de Noël prévu aux Tuileries et qu'il vend sa grande roue, sans toutefois abandonner ses projets politiques.
Vendredi 18 décembre 2020, à la suite de ces propos, il est condamné à trois mois de prison avec sursis et 3 000 € d'amende par le tribunal de Bobigny pour injures publiques homophobes et diffamation à l'encontre de Bruno Juillard.
Vendredi 29 octobre 2021, il est condamné à 500€ d'amende par le tribunal judiciaire de Paris pour injure publique contre Anne Hidalgo, qu'il avait traitée de « salope » lors d'une réunion publique en 2019. Il annonce interjeter appel de cette décision.

### Enquête fiscale
Un arrêt du Tribunal fédéral suisse, mis en lumière par le site d'investigation Gotham City,, révèle que Marcel Campion et son fils Chriss sont soupçonnés par le fisc français de ne pas avoir déclaré des avoirs détenus en Suisse.

### Famille
Marcel Campion a un fils forain lui aussi, Chriss, également pasteur évangélique, notamment pour les gens du voyage. 
Grand-père du chanteur Philippe Campion, le « roi des forains » est également l’oncle de Gilles Campion, patron du Parc Saint Paul situé dans l'Oise.

## Engagement politique

### Appel à la grève du12 septembre 2017
En septembre 2017, dans le cadre du mouvement d'opposition au projet de réforme du code du travail, il rédige un manifeste (« Fête foraine et lutte finale ») où il appelle à la mobilisation générale du monde de la fête, annonce que le pays sera bloqué le 12 septembre et assure que lui et les forains seront en première ligne des prochaines « batailles de la guerre sociale en cours »,.

### Campagne pour les élections municipales de 2020

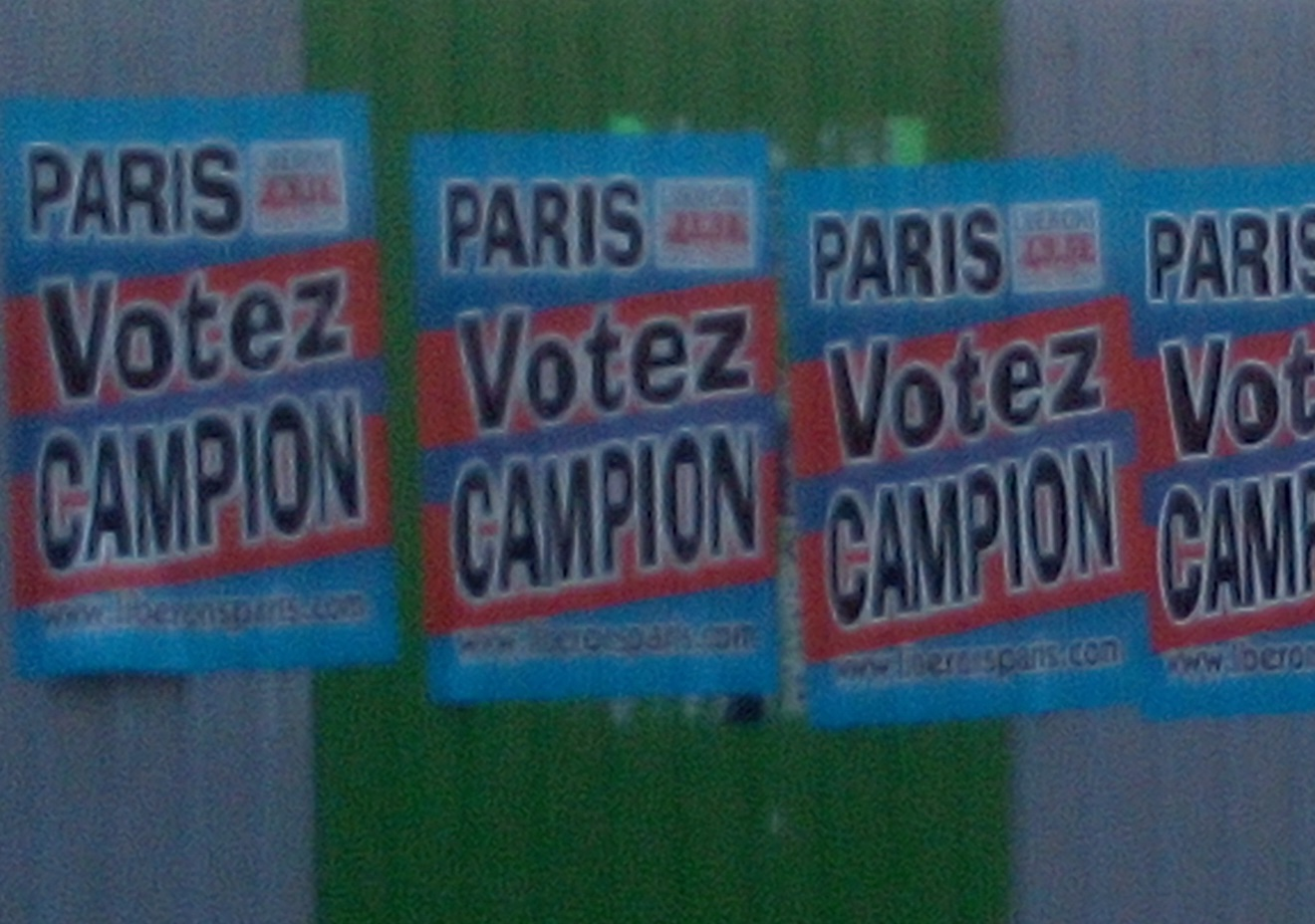
Affiches électorales de Marcel Campion (2020).

En août 2018, il annonce la création prévue en septembre du mouvement « Libérons Paris », opposé à Anne Hidalgo, et qui se donne comme objectif de présenter 17 têtes de liste à Paris pour les élections municipales de 2020. Mi-septembre 2018, il est crédité de 1 à 2 % d'intentions de vote selon un sondage Ifop publié par le Journal du dimanche.
Il s'engage en faveur des automobilistes à Paris en demandant la réouverture des voies sur les berges de Seine aux voitures. Il souhaite par ailleurs que des parkings souterrains soient construits dans Paris et reprend la mesure de Jacques Chirac en faveur de la construction d'un périphérique souterrain. Il se déclare contre les trottinettes dans la capitale.
Pour sa campagne, Jean-Marie Bigard le rejoint et prend la tête de son comité de soutien.
Le 28 juin 2020, au second tour des élections municipales, alors qu'il est tête de liste dans le 18e arrondissement de Paris, sa liste recueille 0,50 % des voix et n'obtient aucun siège. Sur l'ensemble de la capitale, avec 0,40 % des voix, « Libérons Paris » n’obtient pas d’élu, aussi bien dans les arrondissements qu’au Conseil de Paris.

## Activités

### Fêtes foraines

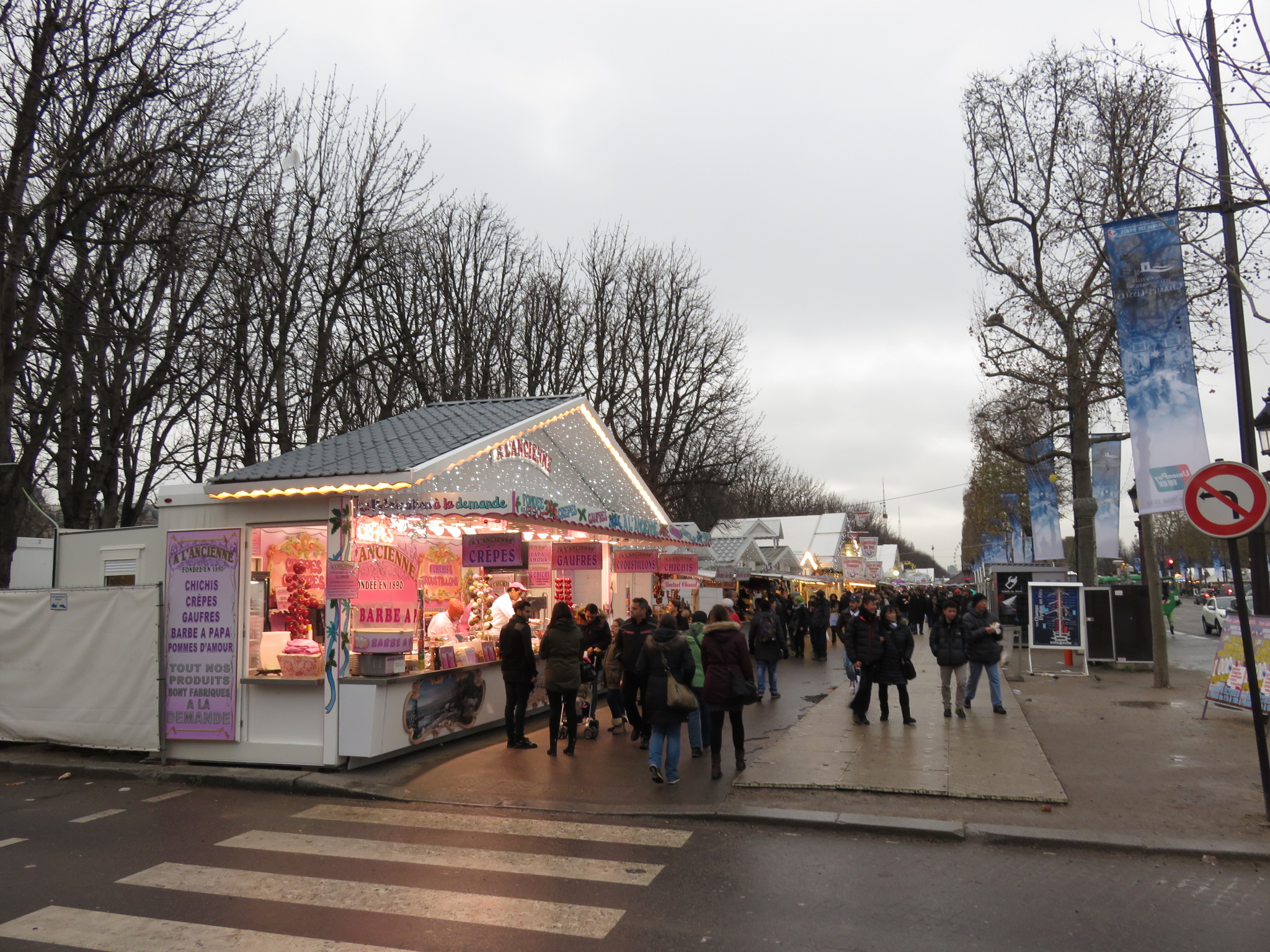
Marché de Noël des Champs Élysées.

Il est président de l'association « Le Monde festif en France », qui représente les forains auprès des autorités publiques ainsi que d'autres structures liées au monde forain ; il a présidé pendant trente ans le comité de la Foire du Trône. Il exploite les carrousels du Trocadéro et de la tour Eiffel. Il a organisé pendant des années de nombreuses fêtes foraines à travers toute la France.
Lorsque la mairie de Paris tente, dans les années 2010, d'organiser des appels d'offres sur ces installations dans la capitale, personne ne se pose en concurrent. À ce titre, Marcel Campion déclare : « Je ne vois pas pourquoi d'autres viendraient. Ce serait un manque de respect ! C'est moi qui en ai eu l'idée, et je n'aurais aucun droit ? »
Grand collectionneur d'objets forains, il a vendu aux enchères[Quand ?], à l'hôtel des ventes du Palais, une collection de manèges anciens pour la somme de 15 165 400 francs français (un peu plus de 2 400 000 euros)[réf. nécessaire].

### Musique manouche
Campion est un joueur amateur de guitare manouche. Il a repris et rénové en 2009 le café-restaurant La Chope des Puces à Saint-Ouen.
Le 17 février 2010, date de son anniversaire, il fait enregistrer au registre du commerce le restaurant « Chez Fernand » situé au bout de l'Île du Berceau (Samois-sur-Seine, Seine-et-Marne), qui accueille jusqu'en 2015 le festival Django Reinhardt et voit défiler les grands noms du jazz manouche et du jazz français, voire international. En 2013, le restaurant change de propriétaire.
Il invite aussi de nombreux groupes à venir jouer à l'occasion des Jours de fête au Grand Palais. Il a également initié une fête foraine à cet endroit et une parade des fanfares sur l'avenue des Champs-Élysées un 1er janvier.

### Autres associations
Il a collecté des fonds pour la fondation de David Khayat contre le cancer, créé SOS Addictions pour aider les jeunes toxicomanes et soutient depuis plusieurs décennies le Secours Populaire, pour qui il a créé l'opération « 1000 enfants, 1000 jouets ».
Avec son frère André Campion, forain en Picardie, gérant du parc Saint-Paul et victime d'un home-jacking (une attaque à domicile), il crée en 2009 une association de prévention et d'autodéfense contre ce type d'agression.

## Personnalité
Marcel Campion est connu pour avoir « le verbe haut et le sang chaud ». En plus des menaces envers les journalistes de M6 de 2013, il réagit fortement à un article du Canard enchaîné d'octobre 2015 sur ses activités à Paris (qualifiant son système de clanique, voire mafieux), en envoyant une suite de messages agressifs à l'auteur.
Fin 1999, il insulte et frappe un contrôleur de l'Urssaf, venu avec des caméras traquer d'éventuels travailleurs au noir sur le marché de Noël ; l'affaire se termine au tribunal.
Il est connu pour sa force de négociation. Le Monde le décrit d'ailleurs en 2011, comme un « adepte roué du lobbying ».
Dans La Tribune de l'art, Didier Rykner pointe les liens persistants de Campion et des différents maires de Paris (de Jacques Chirac à Anne Hidalgo), qui ont tous répondu favorablement à ses demandes à la municipalité. S'il se défend de toute proximité avec le Front national, Marcel Campion dit tutoyer Marine Le Pen, et dénonçait en 2010 « l'insécurité à la foire du Trône squattérisée par des populations à risque et la situation des puces de Clignancourt, devenues, selon ses dires, "pires que des souks" » dans une lettre ouverte de cette dernière.
Il possède un appartement rue de Rivoli, un domaine dans le Val-de-Marne et une villa à Saint-Tropez, où il avait créé puis revendu un Luna Park. En septembre 2015, une information judiciaire est ouverte contre lui, portant sur des activités et des mouvements financiers suspects.

## Distinctions
- Chevalier de la Légion d'honneur (2003)
- Chevalier de l'ordre national du Mérite (2003)[92]

## Publications
- Une vie de combat, éditions Lattès, 1999  (ISBN 978-2709620659)
- Avec Catherine Gravil, D'où viens-tu forain ?, éditions Jacob-Duvernet, 2009  (ISBN 978-2847242287). Préface de Jack Lang et de Xavier Bertrand[6]
- Avec Catherine Gravil, Django Reinhardt : l'histoire de La Chope des Puces, éditions Jacob-Duvernet, 2010  (ISBN 978-2841676521)
- Avec David d'Equainville, Chamboule-tout: La fête foraine, les stars et les politiques, Editions du Rocher, 2018[93]
- Avec David d'Equainville, Le Paris du bon sens - Mon programme pour les municipales: incluant voyage avec un bonnet d'Anne, Mareuil Éditions, 2020[94]